# Nederlands kampioenschap duatlon
Het Nederlands kampioenschap duatlon wordt jaarlijks gehouden over zowel de klassieke afstand (10 km lopen, 40 km fietsen, 5 km lopen) als de lange afstand (10 km lopen, 60 km fietsen, 10 km lopen).

## Mannen
- 2018 Classic Distance: Spijkenisse

1. Daan de Groot  NED 1:48.32
2. Yennick Wolthuizen  NED 1:50.35
3. Alexander Picard  NED 1:51.09

- 2018 Lange Afstand: Almere

1. Yennick Wolthuizen  NED 2:41.21
2. Coen de Wit  NED 2:43.26
3. Paul Langelaan  NED 2:50.40

- 2018 Sprint (stayer): Hoogerheide

1. Thomas Cremers  NED 56.19
2. Wesley Mols  NED 57.08
3. Tim Jacobs  NED 57.18

- 2017 Classic Distance: Spijkenisse

1. Yennick Wolthuizen  NED 1:49.58
2. Evert Scheltinga  NED 1:52.43
3. Daan de Groot  NED 1:53.09

- 2017 Lange Afstand: Almere

1. Yennick Wolthuizen  NED 2:40.34
2. Coen de Wit  NED 2:42.44
3. Daan de Groot  NED 2:50.04

- 2016 Classic Distance: Spijkenisse

1. Nils Pennekamp  NED 1:51.14
2. Alexander Picard  NED 1:51.48
3. Coen de Wit  NED 1:55.29

- 2016 Lange Afstand: Almere

1. Eric Jan Spijkerman  NED 2:40.25
2. Raimond van der Boom  NED 2:46.08
3. Christiaan Solleveld  NED 2:48.20

- 2015 Classic Distance: Assen

1. Stein Posthuma  NED 1:49.55
2. Alexander Picard  NED 1:50.33
3. Daan de Groot  NED 1:54.02

- 2015 Lange Afstand: Horst aan de Maas

1. Mark Oude Bennink  NED 2:28.34
2. Thomas Bruins  NED 2:30.24
3. Gerben Shreurs  NED 2:33.30

- 2014 Classic Distance: Assen

1. Wim Nieuwkerk  NED 1:51.40
2. Daan de Groot  NED 1:53.56
3. Teun van der Meulen  NED 1:54.23

- 2014 Lange Afstand: Horst aan de Maas

1. Evert Scheltinga  NED 2:49.37
2. Mark Oude Bennink  NED 2:51.55
3. Peter Res  NED 2:54.53

- 2014 Sprint: Tilburg

1. Armand van der Smissen  NED 55.35
2. Maikel Zuijderhoudt  NED 55.48
3. Gerben Schreurs  NED 56.09

- 2013 Lange Afstand: Horst aan de Maas

1. Wim Nieuwkerk  NED 2:46.52
2. Erik-Simon Strijk  NED 2:47.18
3. Bart Candel  NED 2:48.25

- 2013 Sprint: Horst aan de Maas

1. Juul van der Kruis  NED 55.59
2. Erik van der Heijden  NED 56.51
3. Alexander Picard  NED 56.54

- 2012 Classic Distance: Tilburg

1. Armand van der Smissen  NED 1:48.17
2. Alexander Picard  NED 1:48.41
3. Gerben Schreurs  NED 1:50.28

- 2012 Lange Afstand: Horst aan de Maas

1. Wim Nieuwkerk  NED 2:48.13
2. Dirk Wijnalda  NED 2:49.42
3. Peter Res  NED 2:52.52

- 2011 Classic Distance: Tilburg

1. Mark Oude Bennink  NED 1:51.26
2. Evert Scheltinga  NED 1:52.22
3. Wim Nieuwkerk  NED 1:53.01

- 2011 Lange Afstand: Horst aan de Maas

1. Wim Nieuwkerk  NED 2:49.48
2. Armand van der Smissen  NED 2:52.22
3. Marc-Philipp Prins  NED 2:55.10

- 2010 Classic Distance: Tilburg

1. Armand van der Smissen  NED 1:52.38
2. Gerbert van den Biggelaar  NED 1:53.11
3. Sven Strijk  NED 1:53.46

- 2010 Lange Afstand: Horst aan de Maas

1. Wim Nieuwkerk  NED 2:53.58
2. Armand van der Smissen  NED 2:55.24
3. Marc Riemens  NED 3:00.27

- 2009 Classic Distance: Tilburg

1. Armand van der Smissen  NED 1:50.07
2. Wim Nieuwkerk  NED 1:51.11
3. John Aalbers  NED 1:52.31

- 2009 Lange Afstand: Horst aan de Maas

1. Wim Nieuwkerk  NED 2:45.32
2. Armand van der Smissen  NED 2:47.57
3. Erik-Simon Strijk  NED 2:50.31

- 2008 Classic Distance: Oss

1. Armand van der Smissen  NED 1:55.44
2. Evert Scheltinga  NED 1:56.16
3. Wim Nieuwkerk  NED 1:56.22

- 2008 Lange Afstand: Horst aan de Maas

1. Armand van der Smissen  NED 2:49.36
2. Erik-Simon Strijk  NED 2:51.26
3. Ben Plantinga  NED 2:55.31

- 2007 Classic distance: Oss

1. Armand van der Smissen  NED 1:47.54
2. Wim Nieuwkerk  NED 1:48.00
3. John van der Vlies  NED 1:53.00

- 2007 Lange Afstand: Horst aan de Maas

1. Armand van der Smissen  NED 2:50.35
2. Wim Nieuwkerk  NED 2:51.14
3. Erik-Simon Strijk  NED 2:53.56

- 2006: Classic distance Sittard

1. Armand van der Smissen  NED 1:39.18
2. Wim Nieuwkerk  NED 1:39.52
3. Guido Gosselink  NED 1:43.26

- 2006: Lange afstand Horst

1. Robert van de Werff  NED 2:54.09
2. Dave Rost  NED 2:54.31
3. Bas Borreman  NED 2:54.53

- 2005 Classic distance: Molenschot

1. Roger Smeets  NED 1:51.25
2. Huub Maas  NED 1:54.41
3. Marcel Laros  NED 1:54.55

- 2005 Lange afstand: Venray

1. Armand van der Smissen  NED 2:44.14
2. Paul Verkleij  NED 2:49.28
3. Wim Nieuwkerk  NED 2:50.04

- 2004: Molenschot

1. Armand van der Smissen  NED 1:49.54
2. Huub Maas  NED 1:50.58
3. Guido Gosselink  NED 1:51.05

- 2003: Valkenburg aan de Geul

1. Roger Smeets  NED 1:55.13
2. Armand van der Smissen  NED 1:56.41
3. Sandor Mol  NED 1:58.04

- 2002: Soesterberg

1. Armand van der Smissen  NED 1:46.30
2. Marcel Laros  NED 1:49.12
3. Guido Gosselink  NED 1:49.36

- 2001: Tubbergen

1. Huub Maas  NED 1:41.54
2. Miquel van Tongeren  NED 1:41.59
3. Nico Weerkamp  NED 1:42.17

- 2000: Venray

1. Huub Maas  NED 2:48.13
2. Jan van der Marel  NED 2:52.12
3. Vincent Bruins  NED 2:52.34

- 1999: Venray

1. Huub Maas  NED 2:41.17
2. Vincent Bruins  NED 2:48.27
3. Jan van der Marel  NED 2:49.52

- 1998: Venray

1. Huub Maas  NED 2:51.36
2. Jan van der Marel  NED 2:51.56
3. Miquel van Tongeren  NED 2:55.45

- 1997: Venray

1. Rob Barel  NED 1:47.39
2. Armand van der Smissen  NED 1:48.42
3. Guido Gosselink  NED 1:48.58

- 1996: Venray

1. Dennis Looze, tijd onbekend
2. John Aalbers, tijd onbekend
3. 3e persoon en tijd onbekend

- 1995: Venray

1. Jan van der Marel, tijd onbekend
2. Guido Gosselink, 2:47.27
3. Edwin van Dort, tijd onbekend

- 1994: Venray

1. Rob Barel, tijd onbekend
2. Mark Koks, tijd onbekend
3. Jan van der Marel, tijd onbekend

- 1993: Venray

1. Rob Barel  NED 2:37.52
2. Frank Heldoorn  NED 2:42.45
3. Pim van den Bos  NED 2:43.01

- 1992: Den Dungen

1. Mark Koks  NED 1:16.38
2. Rob Barel  NED 1:17.00
3. John Aalbers  NED 1:17.26

- 1991: Nieuwegein

1. Jan van der Marel  NED 1:16.25
2. Erwin de Bruyn  NED 1:16.36
3. Mark Koks  NED 1:17.10

## Vrouwen
- 2018 Classic Distance: Spijkenisse

1. Sophie van der Most  NED 2:02.15
2. Marina van Dijk  NED 2:04.56
3. Andrea Jochems  NED 2:06.26

- 2018 Lange Afstand: Almere

1. Marina van Dijk  NED 2:58.41
2. Deborah Schouten  NED 3:04.08
3. Miriam van Reijen  NED 3:06.53

- 2018 Sprint (stayer): Hoogerheide

1. Jony Heerink  NED 1:02.38
2. Sophie van der Most  NED 1:02.50
3. Lesley Smit  NED 1:03.28

- 2017 Classic Distance: Spijkenisse

1. Lesley Smit  NED 2:02.10
2. Sophie van der Most  NED 2:03.22
3. Jony Heerink  NED 2:05.51

- 2017 Lange Afstand: Almere

1. Miriam van Reijen  NED 3:03.22
2. Deborah Schouten  NED 3:12.13
3. Claudia Striekwold  NED 3:19.16

- 2016 Classic Distance: Spijkenisse

1. Sarissa de Vries  NED 2:04.23
2. Miriam van Reijen  NED 2:08.38
3. Sophie van der Most  NED 2:10.10

- 2016 Lange Afstand: Almere

1. Lucie van Genugten  NED 3:03.52
2. Nina Bakker  NED 3:10.48
3. Yvette van Wegen  NED 3:16.14

- 2015 Classic Distance: Assen

1. Jony Heerink 2:08.01
2. Marina van Dijk 2:09.48
3. Joyce Vrijenhoek 2:12.04

- 2015 Lange Afstand: Horst aan de Maas

1. Marina van Dijk 2:56.14
2. Eline Lute-Kuin 2:59.21
3. Miriam van Reijen 3:00.17

- 2014 Classic Distance: Assen

1. Lesley Smit 2:07.29
2. Marina van Dijk 2:08.54
3. Jony Heerink 2:11.23

- 2014 Lange Afstand: Horst aan de Maas

1. Heleen bij de Vaate 03:11.38
2. Carla van Rooijen 03:16.57
3. May Kerstens

- 2014 Lange Afstand: Horst aan de Maas

1. May Kerstens 03:11.13
2. Tineke van den Berg 03:13.08
3. Irene Kinnegim 03:19.56

- 2012 Sprint Distance: Tilburg

1. Ruth van der Meijden  NED 0:59.03
2. Jolien Janssen  NED 1:01.48
3. Talisa van der fluit  NED 1:02.08

- 2012 Lange Afstand: Horst aan de Maas

1. Maud Golsteyn  NED 3:07.16
2. Stefanie Bouma  NED 3:08.02
3. May Kerstens  NED 3:09.20

- 2011 Sprint Distance: Tilburg

1. Ruth van der Meijden  NED 1:03.00
2. May Kerstens  NED 1:03.05
3. Stefanie Bouma  NED 1:03.44

- 2011 Lange Afstand: Horst aan de Maas

1. May Kerstens  NED 3:11.21
2. Maud Golsteyn  NED 3:12.05
3. Sonja Jaarsveld  NED 3:12.25

- 2010 Classic Distance: Tilburg

1. Ruth van der Meijden  NED 2:03.53
2. Stefanie Bouma  NED 2:06.22
3. May Kerstens  NED 2:08.23

- 2010 Lange Afstand: Horst aan de Maas

1. Maud Golsteyn  NED 3:11.36
2. Heleen bij de Vaate  NED 3:11.49
3. Rahel Bellinga  NED 3:21.28

- 2009 Classic Distance: Tilburg

1. Mariska Kramer  NED 2:03.10
2. Ruth van der Meijden  NED 2:03.15
3. Stefanie Bouma  NED 2:05.22

- 2009 Lange Afstand: Horst aan de Maas

1. Yvonne van Vlerken  NED 2:57.27
2. Maud Golsteyn  NED 3:10.03
3. Mirjam Weerd  NED 3:10.21

- 2008 Classic Distance: Oss

1. Maud Golsteyn  NED 2:11.08
2. Stefanie Bouma  NED 2:12.26
3. Ruth van der Meijden  NED 2:14.38

- 2008 Lange Afstand: Horst aan de Maas

1. Yvonne van Vlerken  NED 3:07.19
2. Mariska Kramer  NED 3:16.08
3. Maud Golsteyn  NED 3:17.27

- 2007 Classic Distance: Oss

1. Maud Golsteyn  NED 2:04.53
2. Sonja Jaarsveld  NED 2:06.54
3. Stefanie Bouma  NED 2:08.15

- 2007 Lange Afstand: Horst aan de Maas

1. Yvonne van Vlerken  NED 3:10.47
2. Sonja Jaarsveld  NED 3:18.37
3. Esther Tanck  NED 3:26.51

- 2006 Classic Distance: Sittard

1. Yvonne van Vlerken  NED 1:50.50
2. Birgit Berk  NED 1:57.20
3. Stefanie Bouma  NED 2:01.14

- 2006 Lange Afstand Horst a/d Maas

1. Yvonne van Vlerken  NED 3:08.46
2. Mariska Kramer  NED 3:13.00
3. Heleen bij de Vaate  NED 3:15.35

- 2005 Classic Distance: Molenschot

1. Yvonne van Vlerken  NED 2:00.55
2. Heleen bij de Vaate  NED 2:05.40
3. Maud Golsteyn  NED 2:05.48

- 2005 Lange Afstand: Venray

1. Yvonne van Vlerken  NED 3:05.41
2. Mariska Kramer  NED 3:10.05
3. Gonny Roosendaal  NED 3:35.29

- 2004: Molenschot

1. Yvonne van Vlerken  NED 2:02.58
2. Suzanne Wiertsema  NED 2:07.17
3. Maud Golsteyn  NED 2:11.58

- 2003: Valkenburg aan de Geul

1. Suzanne Wiertsema  NED 2:11.52
2. Barbara Zutt  NED 2:15.25
3. Marianne Vlasveld  NED 2:19.50

- 2002: Soesterberg

1. Sione Jongstra  NED 2:02.56
2. Marjan Huizing  NED 2:03.31
3. Jenette Tolhoek-van Dalen  NED 2:08.27

- 2001: Tubbergen

1. Yvonna Tinga  NED 1:59.02
2. Angeli Blankers  NED 2:02.39
3. Heleen bij de Vaate  NED 2:03.16

- 2000: Venray

1. Yvonna Tinga  NED 3:13.56
2. Marijke Zeekant  NED 3:23.20
3. Angeli Blankers  NED 3:26.21

- 1999: Venray

1. Mariska Postma  NED 3:14.54
2. Karin Klaver  NED 3:20.20
3. Jacqueline van Vliet  NED 3:26.16

- 1998: Venray

1. Bianca van Dijk  NED 3:24.59
2. Judy van den Berg  NED 3:27.58
3. Dorothé Vrieze  NED 3:45.00

- 1997: Venray

1. Irma Heeren  NED 2:01.53
2. Bianca van Dijk  NED 2:04.43
3. Ingrid van Lubek  NED 2:06.45

- 1996: Venray

1. Irma Heeren, tijd onbekend
2. 2e persoon onbekend en tijd onbekend
3. 3e persoon onbekend en tijd onbekend

- 1995: Venray

1. Wieke Hoogzaad, tijd onbekend
2. 2e persoon en tijd onbekend
3. 3e persoon en tijd onbekend

- 1994: Venray

1. 1e persoon en tijd onbekend
2. 2e persoon en tijd onbekend
3. 3e persoon en tijd onbekend

- 1993: Venray

1. Irma Heeren  NED 3:05.02
2. Franka Jansen  NED 3:05.59
3. Wieke Hoogzaad  NED 3:11.59

- 1992: Den Dungen

1. Thea Sybesma  NED 1:27.22
2. Bianca van Dijk  NED 1:28.20
3. Katinka Wiltenburg  NED 1:29.12

- 1991: Nieuwegein

1. Thea Sybesma  NED 1:26.55
2. Katinka Wiltenburg  NED 1:29.27
3. Ada van Zwieten  NED 1:29.55

## Bron
- Website triathlonweb